# Jasmin Wöhr
Jasmin Wöhr (* 21. August 1980 in Tübingen) ist eine ehemalige deutsche Tennisspielerin.

## Karriere
Jasmin Wöhr, die im Alter von vier Jahren mit dem Tennis begann, war vor allem im Doppel erfolgreich. 1997 gewann sie das Juniorinnenturnier bei den Australian Open im Doppel. Nach einem schweren Skiunfall im Jahr 2003 fiel sie in der WTA-Weltrangliste weit zurück. Seitdem spielte sie, mit wechselnden Partnerinnen, nahezu ausschließlich Doppel.
Bei vier WTA-Turnieren konnte sie sich in die Siegerliste eintragen. Ihren letzten Titel gewann sie 2011 mit Johanna Larsson in Kopenhagen. 2010 feierte sie beim Endspiel in Istanbul mit Eleni Daniilidou einen Sieg über die topgesetzte Paarung Marija Kondratjewa/Vladimíra Uhlířová. Bereits 2002 siegte sie mit ihrer damaligen österreichischen Partnerin Barbara Schwartz, die 2006 ihre Karriere beendete, in Brüssel (Finalerfolg gegen Tathiana Garbin und Arantxa Sánchez-Vicario) sowie 2004 in Bogotá (gegen Anabel Medina Garrigues und Arantxa Parra Santonja). Bei zwei weiteren WTA-Turnieren stand Wöhr 2006 im Doppelfinale.
Sie gewann mit verschiedenen Partnerinnen außerdem 23 ITF-Turniere.
Zwischen 2004 und 2008 spielte Jasmin Wöhr für Deutschland im Fed Cup. Ihre Bilanz weist drei Siege und eine Niederlage (nur Doppel) aus.
Ihre letzte Partie als Profispielerin bestritt sie Ende Mai 2012 bei den French Open an der Seite von Tamira Paszek, als die beiden in der ersten Runde gegen Vania King und Jaroslawa Schwedowa in zwei Sätzen ausschieden.
Nach ihrem Karriereende absolvierte Wöhr eine Trainerausbildung, die sie 2013 mit der A-Trainer-Lizenz des DTB abschloss. Seit 2017 kümmert sie sich als Bundestrainerin um die Juniorinnen im DTB.

## Turniersiege

### Doppel
| Nr. | Datum            | Turnier    | Kategorie         | Belag             | Partnerin        | Finalgegnerinnen                               | Ergebnis         |
| --- | ---------------- | ---------- | ----------------- | ----------------- | ---------------- | ---------------------------------------------- | ---------------- |
| 1.  | 14. Juli 2002    | Brüssel    | WTA Tier IV       | Sand              | Barbara Schwartz | Tathiana Garbin Arantxa Sánchez-Vicario        | 6:2, 0:6, 6:4    |
| 2.  | 29. Februar 2004 | Bogotá     | WTA Tier III      | Sand              | Barbara Schwartz | Anabel Medina Garrigues Arantxa Parra Santonja | 6:1, 6:3         |
| 3.  | 1. August 2010   | Istanbul   | WTA International | Hartplatz         | Eleni Daniilidou | Marija Kondratjewa Vladimíra Uhlířová          | 6:4, 1:6, [11:9] |
| 4.  | 12. Juni 2011    | Kopenhagen | WTA International | Hartplatz (Halle) | Johanna Larsson  | Kristina Mladenovic Katarzyna Piter            | 6:3, 6:3         |

## Sonstiges
Wöhr arbeitet auch als Webdesignerin.